# 念法眞教
念法真教，由開山祖小倉靈現（俗名小倉庄太郎，1886年 －1982年）於1925年創立，是日本佛教新興宗派之一。

## 創立
1925年，開山祖小倉靈現大僧正於睡夢中得到阿彌陀佛靈告，於是創立了念法真教。以大阪金剛寺為總本山，下轄81座寺院道場。

## 教義
依《法華經》、《般若經》、《無量壽經》、《觀無量壽經》、《阿彌陀經》等五經，奉阿彌陀佛為本尊，以往生西方淨土成佛為修行目的。

## 主要活動[5]
- 1月1日：修正會
- 4月：佛生會
- 5月：塞班島戰役死難者慰靈祭
- 7月第1個週日：長崎原子彈爆炸殉難者追悼法事
- 7月第4個週日：廣島原子彈爆炸殉難者追悼法事
- 8月15日：全國戰歿者追悼法事暨咏歌法會
- 8月3日：立教祭
- 9月9日：開山祖生辰祭
- 10月：沖繩戰役殉難者追悼法事
- 11月：采燈護摩供／靈生院大師法事

## 外部連結
- 念法真教（日本官網） （页面存档备份，存于）
- 念法寺台北園地[永久]